# Шато де Турел
Шато де Турел (на френски: Château des Tourelles) е средновековен замък, разположен в град Вернон, в департамента Йор във Франция.
Историята на самия град с неговите замъци започва от 1196 г., когато крал Филип II във войната си с Ричард Лъвското сърце за Нормандия завладява Вернон и го превръща във военна база.
Самият замък Шато де Турел се състои от 4 кули, всяка висока по 20 м. Той е и единственият замък във Франция, който практически е останал непроменен от построяването си до днес.